# Феодосій Великий (преподобний)
Феодосій Великий (грец. Θεοδόσιος ὁ Μέγας, Феодосій Кіновіарх; бл. 424, Кападокія — 529, Палестина) — християнський святий, авва, пустельник, засновник спільножительного чернецтва в Палестині. Шанується в лику преподобних, пам'ять в Православній і Католицькій церкві здійснюється 11 січня.

## Життєпис
Феодосій народився в селі Маґаріяс, в Кападокійському краї. Батьки -  благочестивий Проєресій та Євлогія.
З дитинства мав дуже гарний голос і тому був посвячений в церковні читці.
Близько 451 року Феодосій відправився в Єрусалим. По дорозі в Антиохії зустрівся з Симеоном Стовпником, який як говорить житіє, «обнявши, цілував богонатхненного юнака і прорік йому, що пастирем словесних овець буде і багатьох порятує від мисленого вовка, й инше, що має бути з ним, передбачив і, благословивши його, відпустив.».

В Єрусалимі святий Феодосій відвідав місця євангельських подій і став учнем преподобного Лонгіна, що проживав при «стовпі Давидовому» (стародавня вежа в Єрусалимській фортеці, біля яффських воріт). За дорученням Лонгіна Феодосій переселився до церкви Пречистої Владичиці Богородиці, яка була побудована благочестивою і чесною вдовою Гликерією на півдорозі між Єрусалимом і Вифлеємом, але бажаючи усамітнення через деякий час пішов у пустелю і поселився в печері, в якій за переказами зупинялися волхви, що прийшли поклониться новонародженому Ісусу.
Незабаром навколо Феодосія утворилася чернеча громада і «Тісна була печера, щоб помістити стількох багатьох. Приступивши-бо, браття надокучали преподобному, щоб монастир поза печерою підняв і загороду широку словесним щоб влаштував вівцям.». На прохання ченців вибрати місце для будівництва монастиря Феодосій взяв кадильницю, вклав у неї холодні вугілля, фіміам і вийшов у пустелю: і пройшов багато пустельної землі, аж до місця, названого Кутила, і до берегів смоляного озера...замислив повернутися в печеру....раптом вийшов із кадильниці дим запашний, бо вугля запалилося вельми, і пізнав святий, що то є місце, на якому ж благоволив Бог обителі бути створеній, — не язиком, але вогнем чудесно назнаменоване.
На цьому місці була побудована церква, келії і незабаром виникла велика обитель, що отримала назву Лавра Феодосія Великого. У ній був введений монастирський устав Василія Великого і лавра стала першим чернецьким монастирем Палестини, до кінця життя Феодосія в ній проживало до 400 ченців.
У палестинській пустелі Феодосієм було влаштований ряд будинків для паломників та лікарень. У лаврі було побудовано декілька церков, богослужіння в яких проходило на різних мовах: «у великій-бо церкві Пречистої Богородиці- греки, а в іншій - іверійці, у третій - вірмени своїми мовами правило церковне співали сім разів на день».

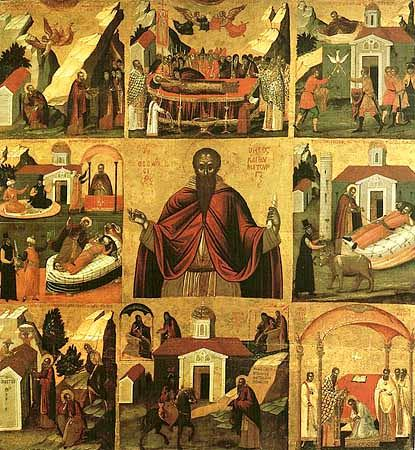
Феодосій Великий (житійна ікона, XVIII століття)

Феодосій був другом преподобного Сави Освяченого. При єрусалимському патріархові Салюстію (486-494 роки) ченці палестинської пустелі звернулися до нього з проханням поставити «Феодосія і Саву архімандритами та начальниками всіх монастирів, що знаходяться близько Святого Граду». Патріарх задовольнив прохання ченців, Феодосій став архімандритом всіх палестинських спільножительних монастирів (кіновій) і отримав своє прізвисько - «Киновіарх».
У період правління імператора Анастасія I в столиці імперії загострилися монофізитські суперечки, почалися заперечення рішень Четвертого Вселенського собору. Імператор, дотримувався монофізитства почав гоніння, у відповідь на які Феодосій від імені палестинських ченців направив йому напучування, а потім, прийшовши в Єрусалим, в храмі Гробу Господнього з амвона проголосив: «Тим, хто чотири святі Вселенські Собори не приймає, як же і чотири Євангелія, анатема хай буде». За свої опозиційні дії святий Феодосій був підданий ув'язненню, з якого вийшов після смерті Анастасія (518 рік).
Боротьба Феодосія з монофізитами отримала позитивну оцінку з боку Папа римський Фелікса і антіохійського єпископа Єфрема, які направили преподобному свої послання.
Помер авва Феодосій в 529 році у віці 105-ти років після тривалої хвороби («лежав на одрі хвороби цілий рік»). Тіло його було поховано в печері трьох волхвів.
Монастир проіснував до XV століття. В 1900 році руїни монастиря прийняв православний Патріарх Єрусалиму, і помістив там ченців.

## Житіє святого

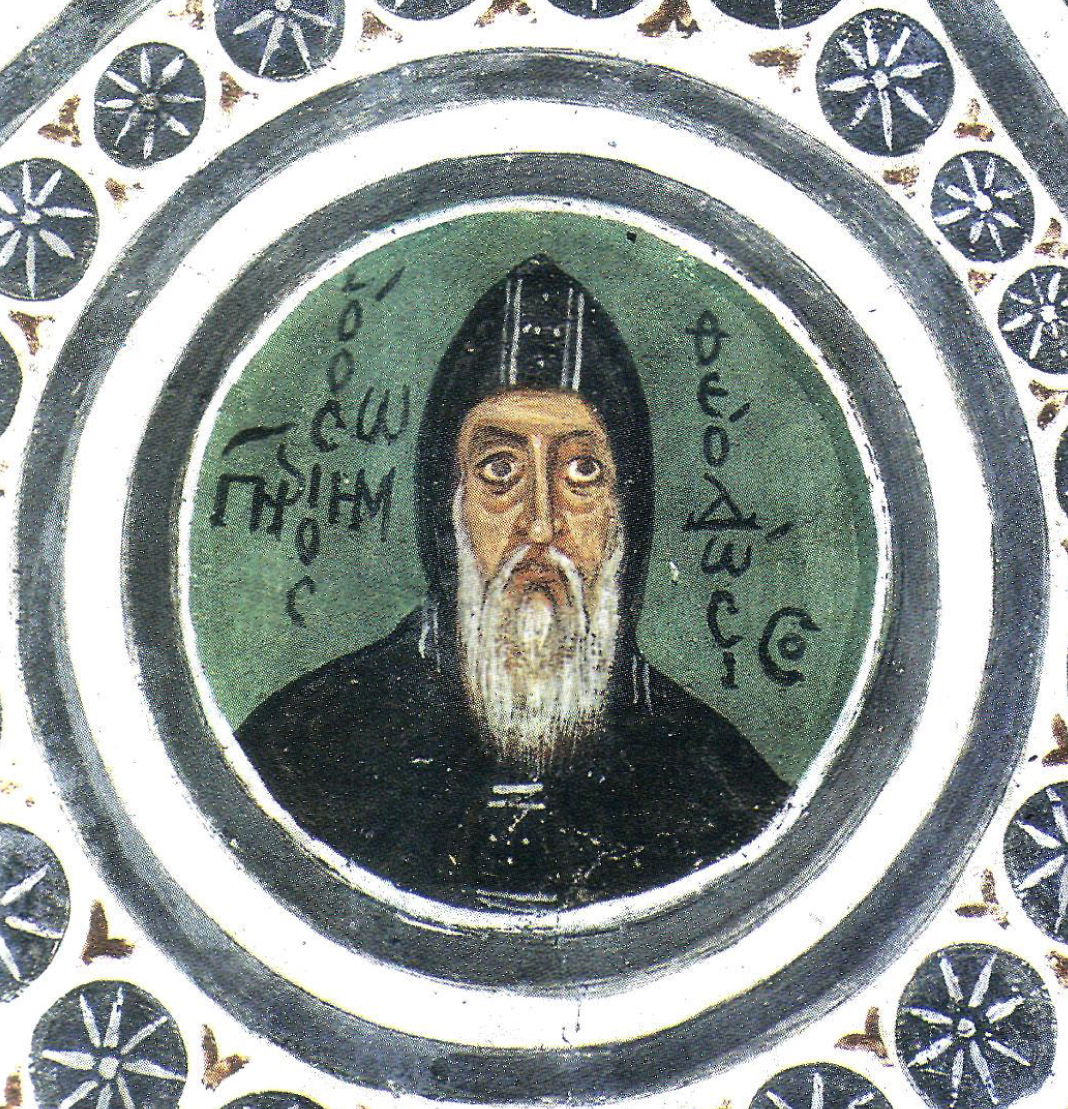

Перше Житіє святого було складено через рік після його смерті Феодором, єпископом Петрським. Воно являло собою похвальне слово святому. Друге Житіє було складено Кирилом Скифопольским. Воно було меншим за обсягом, але містило більше фактів і дат.
Дослідники виявили значний комплекс літературних джерел Нестора Літописця, - в їхньому числі і "Житіє" Феодосія Кіновіарха та Євфимія Великого, Сави Освяченого, Іоанна мовчальників.
На Русі був відомий слов'янський переклад, зроблений по тексту Феодора Петрського і два коротких Житія, спочатку входили до складу Прологу.

## Чудеса
Преподобний Феодосій за життя здійснював багато зцілень та інших чудес, приходячи на допомогу бідним. Одного разу він молитвою погубив сарану, яка спустошувала поля в Палестині, за його посередництвом воїни зберігали своє життя, рятувалися в кораблетрощах і  отримували порятунок заблукані в пустелях. Братія отримувала за молитвами авви одяг, помножувались хліби.
Одного разу преподобний велів вдарити в било, щоб братія зібралися на молитву, і сказав: "Гнів Божий насувається на східну країну". Через кілька днів стало відомо, що сильний землетрус зруйнував місто Антіохію в той час, коли преподобний закликав ченців на молитву. Перед своєю кончиною преподобний Феодосій закликав до себе трьох улюблених єпископів і відкрив їм, що скоро відійде до Господа.

## Іконографія
В іконографії святий зображується як старий чернець в одежах великої схими. Він має довгу (в деяких сценах, сягає колін), білу бороду. Його руки складені в молитві на грудях або в обох руках тримає сувій. Іноді, коли сувій розгорнутий, то можна прочитати: «Піклуйтесь про себе і своє стадо».

## Мощі святого
Мощі преподобного авви Феодосія знаходяться в Єрусалимі в Храмі Гробу Господнього.

## Храм
Монастир Феодосія Великого (Лавра Феодосія Великого). Палестинська автономія. 12 км на схід від Вифлиєму.